# Ndere Island
Ndere Island ist eine kenianische Binneninsel im Winam-Golf (früher Kavirondo-Golf) im Nordosten des Victoriasees, nur 190 Meter vom Nordufer des Sees entfernt und 26 km südwestlich der Stadt Kisumu gelegen. Auf der Insel wurde im November 1986 zum Ndere Island National Reserve eingerichtet; seitdem ist sie unbewohnt. Ndere bedeutet in Luo so viel wie Treffpunkt; erste Siedler der Region, die den Nil hinauffuhren, nutzen die Insel als Ruhepunkt.   
Auf der Insel sind Schreiseeadler, Segler, Nilpferde und Nilkrokodile heimisch.